# Louise Döring
Louise Döring, auch Louise Doering (um 1875 in Augsburg – nach 1913), war eine deutsche Sängerin.

## Leben
Louise Döring erhielt ihre künstlerische Ausbildung in München bei Professor Günsburger. 1898 begann ihre Bühnentätigkeit an den Vereinigten Theatern Elberfeld-Barmen, wo sie in den kommenden Jahren bis weit in das erste Jahrzehnt des 20. Jahrhunderts hinein als hochdramatische Sängerin wirkte. Sie besaß eine Stimme von vollem metallischen Klang und seltenem Umfang und interessierte auch durch die schauspielerisch exakte Durchführung ihrer Partien, unterstützt von einer imposanten Bühnenerscheinung. Von ihren Leistungen waren hervorzuheben „Katharina“ in Der Widerspenstigen Zähmung , „Donna Anna“, „Rezia“ in Oberon, „Elisabeth“ im Tannhäuser, „Brangäne“ in Tristan und Isolde, „Lenore“ in Fidelio, „Senta“ in Der fliegende Holländer, „Amelia“ in Ein Maskenball etc.
Bis kurz vor Beginn des Ersten Weltkriegs war Louise Döring in der deutschen Provinz (z. B. Ravensburg) noch nachzuweisen, danach verschwand sie aus dem Blick der Öffentlichkeit.